# Парсовићи
Парсовићи су насељено место у Босни и Херцеговини у општини Коњиц у Херцеговачко-неретванском кантону које административно припада Федерацији Босне и Херцеговине. Према попису становништва из 1991. у насељу је живјело 176 становника.

## Географија
По последњем службеном попису становништва из 1991. године, у насељу Парсовићи живело је 176  становника. Већина становника су били Муслимани.

## Становништво
| Националност | 1991.        | 1981. | 1971. |
| Муслимани    | 149 (84,66%) |       |       |
| Хрвати       | 27 (15,34%)  |       |       |
| Укупно       | 176          |       |       |